# Ministério dos Transportes da China
O Ministério dos Transportes da República Popular da China é uma agência responsável pela regulamentação do transporte ferroviário, rodoviário, aéreo e aquático na China . É um departamento constituinte do Conselho de Estado.

## História
As origens do ministério remontam a 1912, quando o Ministério dos Transportes e Comunicações da República da China foi estabelecido.
No início de março de 2008, o Congresso Nacional do Povo anunciou a criação de um ministério combinado para transporte rodoviário, aéreo e marítimo. O Ministério das Comunicações, a Administração da Aviação Civil e os Correios do Estado foram fundidos no novo Ministério dos Transportes.  Isso excluiu o transporte ferroviário, que foi administrado pelo Ministério das Ferrovias até que sua função reguladora passasse para o Ministério dos Transportes em março de 2013.